# 中山年次
中山 年次（なかやま としつぐ、天保11年〈1840年〉 - 明治23年〈1890年〉）とは、明治時代の浮世絵師。

## 来歴
明治17年（1884年）刊行の『第二回内国絵画共進会　出品人略譜』によれば歌川国芳及び月岡芳年の門人、本名は中山亀太郎。上総国に生まれ、横浜不老町に住んだ。明治14年（1881年）開催の内国勧業博覧会、明治17年開催の内国絵画共進会に油彩画や水彩画を出品している。また来日した外国人が求めるいわゆる「お土産絵」を描いた。享年51。門人に田端年正、田中修吾、井汲陸次郎がいる。

## 作品
- 「女性和装像」　絹本着色　個人所蔵
- 「日本風俗Ⅱ」　絹本着色　郡山市立美術館所蔵[1]
- 「帯を結ぶ日本の女」　絹本着色[2]
- 「Portrait of a Western Woman」　ミネアポリス美術館所蔵　※西洋の男女を描く。
- 「Portrait of Chester Alan Arthur」　オールバニー歴史芸術研究所 所蔵　※米国大統領チェスター・A・アーサーの肖像画